# Kindenheim
Kindenheim (pfälzisch: Kinnerum) ist eine Ortsgemeinde im rheinland-pfälzischen Landkreis Bad Dürkheim und liegt im Nordwesten der europäischen Metropolregion Rhein-Neckar. Sie gehört der Verbandsgemeinde Leiningerland an.

## Geographie

### Lage
Die Gemeinde liegt in der Pfalz nahe dem nördlichen Ende der Deutschen Weinstraße im Alzeyer Hügelland. Nachbargemeinden sind – im Uhrzeigersinn – Zellertal, Wachenheim, Bockenheim, Quirnheim, Biedesheim, Ottersheim und Bubenheim.

### Gewässer und Erhebungen
Mitten durch die Gemeinde fließt der Kinderbach, ein knapp 10 km langer rechter Zufluss der Pfrimm. Im Nordwesten erstreckt sich der Kahlenberg, dessen Südgipfel Rosengarten 305,6 m hoch ist; der Nordgipfel misst 303,3 m. Im Nordosten erhebt sich der Kohlenberg. Im Südwesten der Gemarkung, unmittelbar an der Grenze zu Quirnheim und Bockenheim, erstreckt sich der Gerstenberg (319,3 m).

## Geschichte

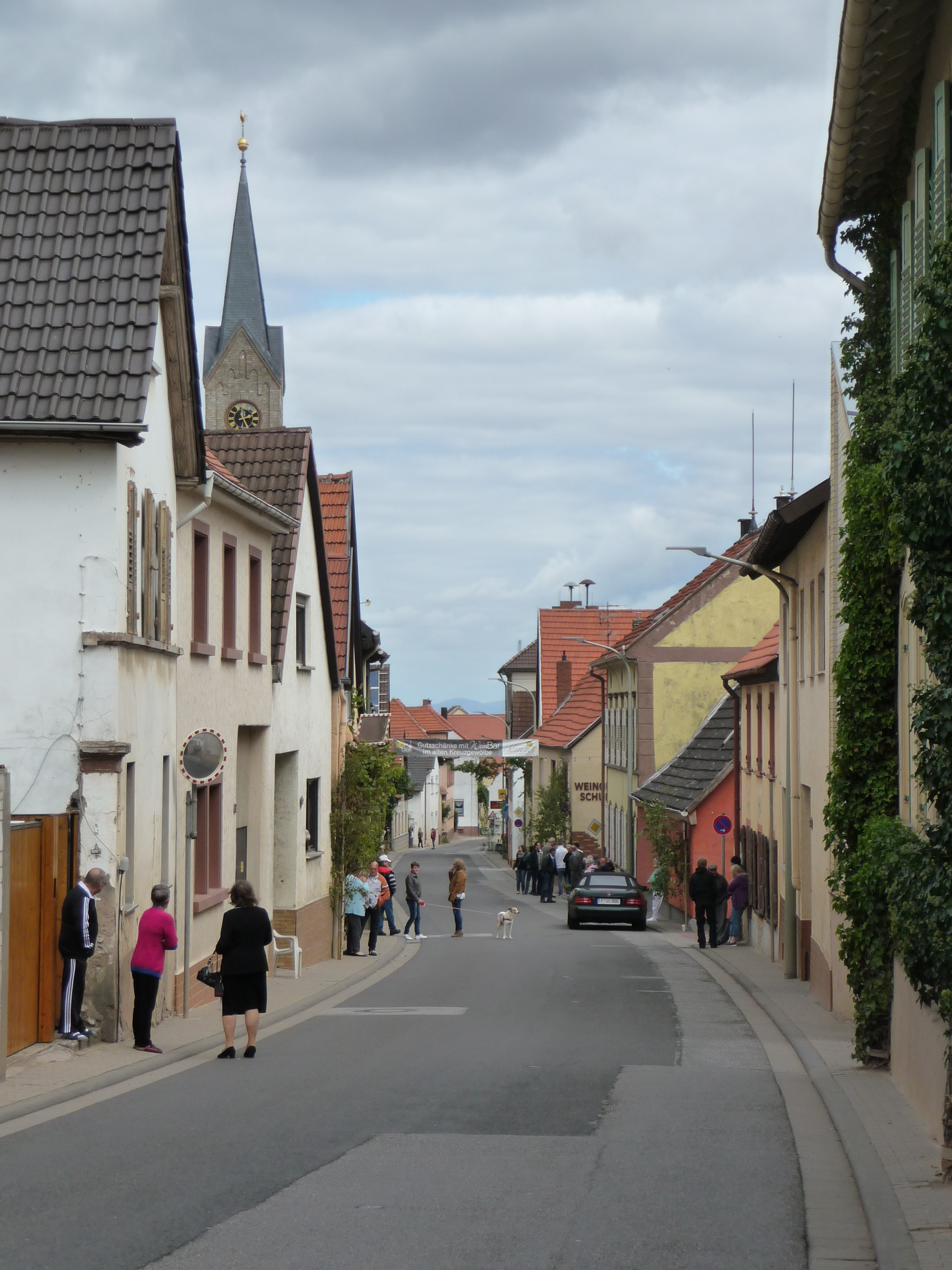
Hauptstraße mit protestantischer Kirche

Die älteste Erwähnung des Dorfes – als Cunerono – stammt von 817. Später wurde es dann Cunnenheim bzw. Kinnenheim genannt. Während der Zeit der Stammesherzogtümer lag der Ort im Herzogtum Franken. Bis gegen Ende des 18. Jahrhunderts gehörte der Ort zur Herrschaft Leiningen-Dagsburg. Das Kloster Otterberg war im Ort begütert.
Von 1798 bis 1814, als die Pfalz Teil der Französischen Republik (bis 1804) und anschließend Teil des Napoleonischen Kaiserreichs war, war die Kindernheim – so die damalige Bezeichnung – in den Kanton Grünstadt im Département du Mont-Tonnerre eingegliedert und besaß eine eigene Mairie. 1815 hatte der Ort 700 Einwohner. Aufgrund der auf dem Wiener Kongress getroffenen Vereinbarungen wurde das Gebiet 1815 zunächst Österreich zugeordnet und 1816 in einem Staatsvertrag an das Königreich Bayern abgetreten. Von 1818 bis 1862 gehörte Kindenheim dem Landkommissariat Frankenthal an; aus diesem ging das Bezirksamt Frankenthal  hervor.
Ab 1939 war Kindenheim Bestandteil des Landkreises Frankenthal. Nach dem Zweiten Weltkrieg wurde der Ort innerhalb der französischen Besatzungszone Teil des damals neu gebildeten Landes Rheinland-Pfalz. Im Zuge der ersten rheinland-pfälzischen Verwaltungsreform wechselte der Ort am 7. Juni 1969 in den neu geschaffenen Landkreis Bad Dürkheim. Drei Jahre später wurde Kindenheim Bestandteil der ebenfalls neu geschaffenen Verbandsgemeinde Grünstadt-Land, die 2018 in der Verbandsgemeinde Leiningerland aufging.

## Einwohner
Ende 2013 waren 54,9 % der Einwohner evangelisch und 12,7 % katholisch. Die übrige 33,4 % gehörten einer anderen Glaubensgemeinschaft an oder waren konfessionslos. Der Anteil der Protestanten und die der Katholiken ist seitdem gesunken. Derzeit (Stand 30. November 2021) liegt der Anteil der evangelischen Bürger bei 49 %, der katholischen bei 12 % und der Sonstigen bei 39 %.

## Politik

### Gemeinderat
Der Gemeinderat in Kindenheim besteht aus 16 Ratsmitgliedern, die bei der Kommunalwahl am 9. Juni 2024 in einer personalisierten Verhältniswahl gewählt wurden, und dem ehrenamtlichen Ortsbürgermeister als Vorsitzendem.
Die Sitzverteilung im Gemeinderat:
| Wahl | SPD | FWG | Pro | Gesamt   |
| ---- | --- | --- | --- | -------- |
| 2024 | 3   | 7   | 6   | 16 Sitze |
| 2019 | 4   | 7   | 5   | 16 Sitze |
| 2014 | 5   | 6   | 5   | 16 Sitze |
| 2009 | 5   | 7   | 4   | 16 Sitze |
| 2004 | 8   | 5   | 3   | 16 Sitze |

- FWG = Freie Wählergruppe Kindenheim e. V.
- Pro = Wählergruppe Pro Kindenheim e. V.

### Bürgermeister
Ortsbürgermeister Albrecht Wiegner (FWG) wurde bei der Direktwahl am 26. Mai 2019 mit 74,91 % der Stimmen und am 9. Juni 2024 mit 73,2 % jeweils für fünf weitere Jahre in seinem Amt bestätigt.

### Wappen
| Wappen von Kindenheim | Blasonierung: „In Silber auf grünem Grund zwei unbekleidete naturfarbene Kinder, von denen das rechte in der Rechten geschultert eine goldene Hacke, das linke in der Linken ein goldenes Rebmesser hält, das auch als Sesel bezeichnet wird, während beide mit der anderen Hand zwischen sich eine aufrecht stehende grüne Traube halten.“ |
| Wappen von Kindenheim | Wappenbegründung: Das Wappen wurde 1967 vom Mainzer Innenministerium genehmigt und geht zurück auf leicht verändertes Gerichtssiegel von 1544. Es verweist redend auf den Ortsnamen. |

## Sehenswürdigkeiten und Kultur

### Kulturdenkmäler

Kulturdenkmäler
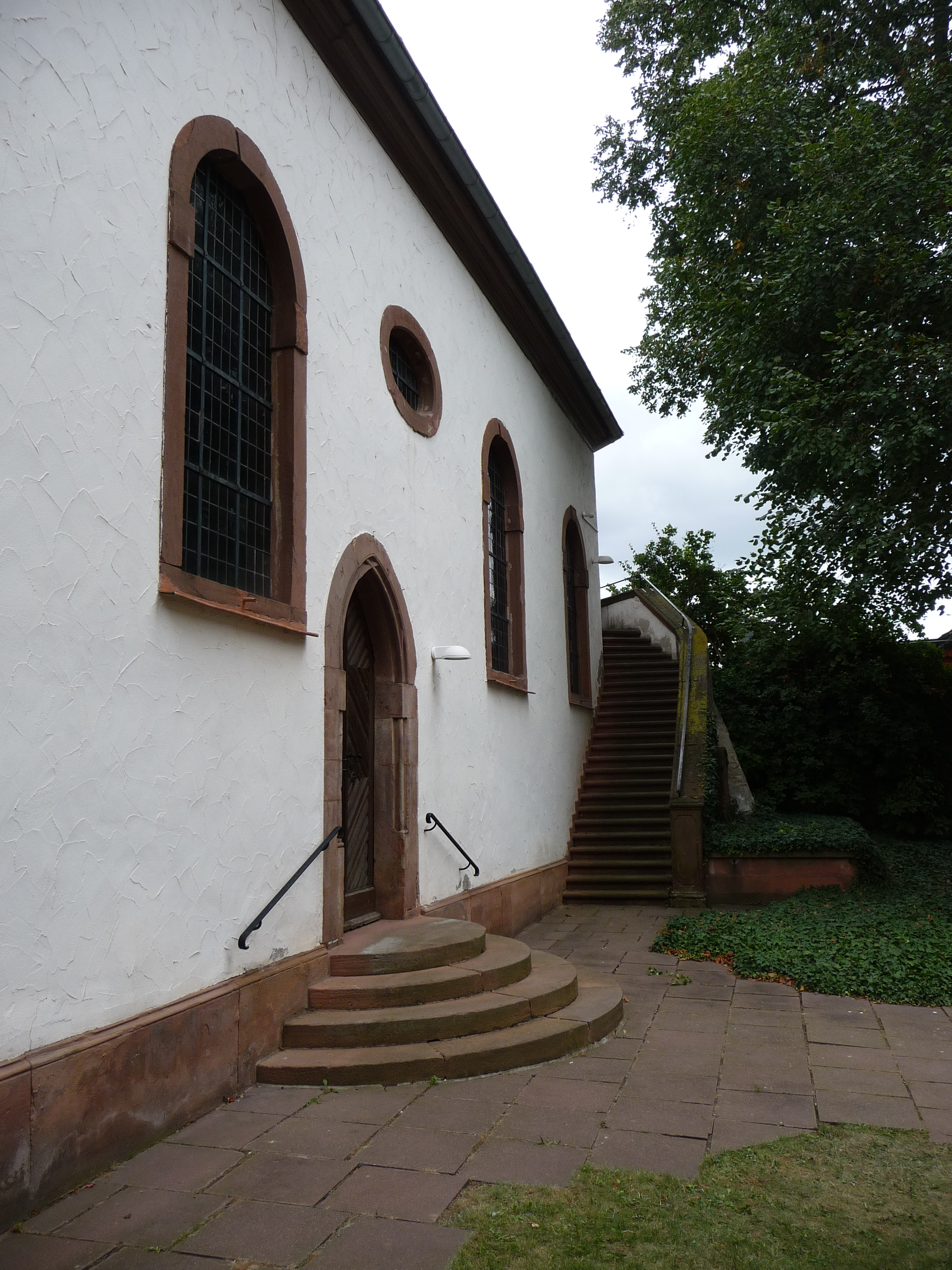
Kirche
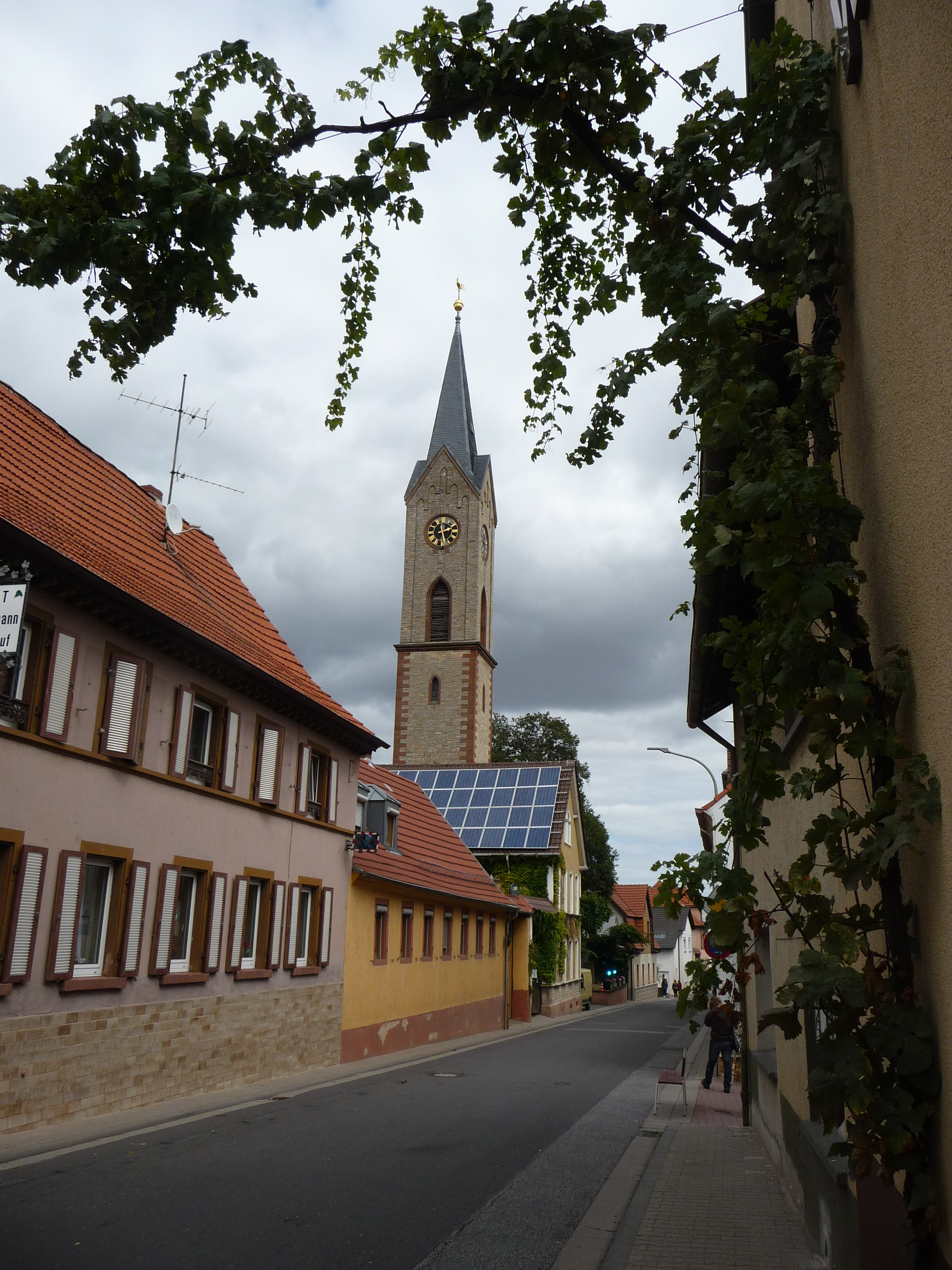
Glockenturm
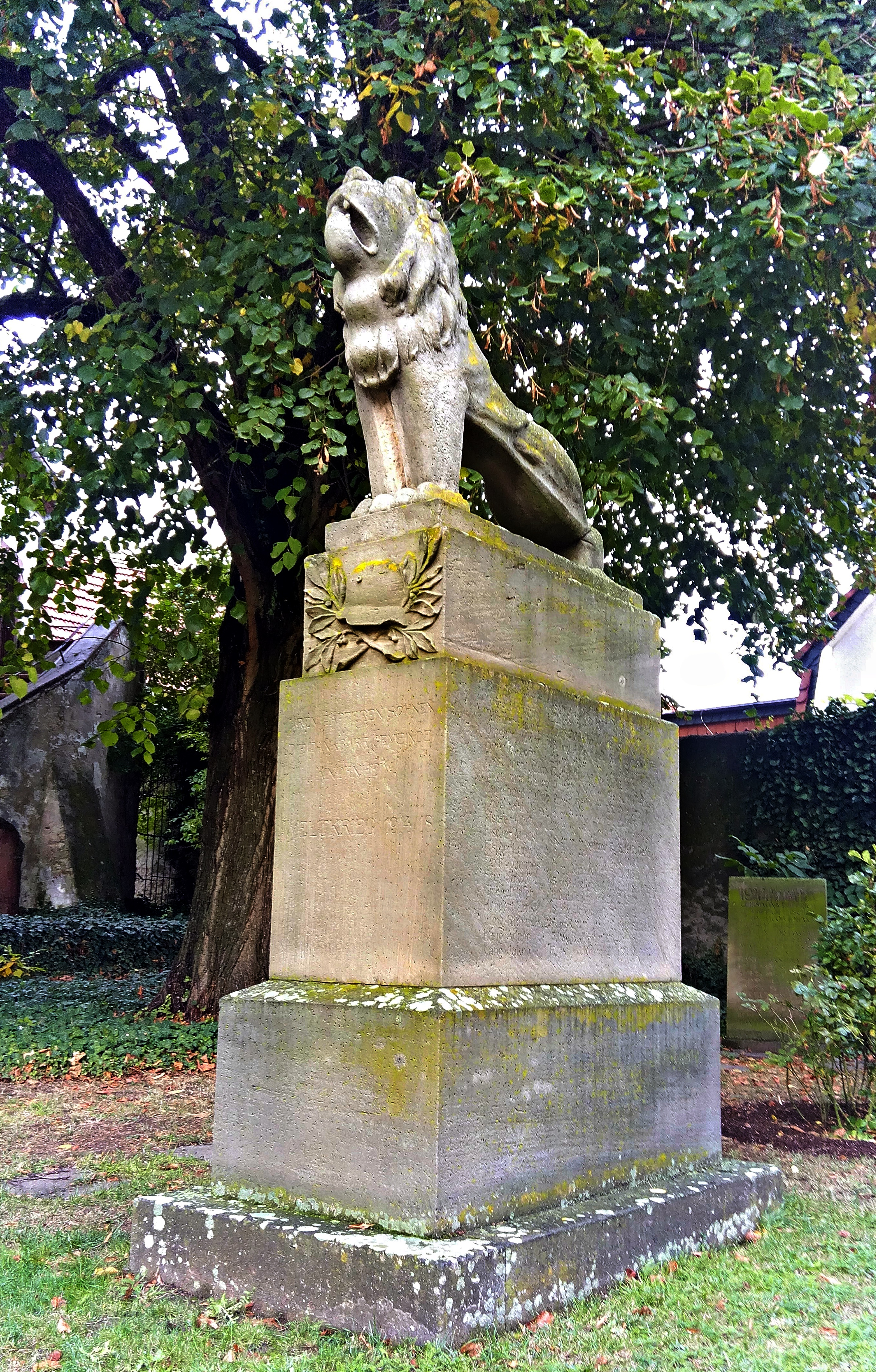
Kriegerdenkmal 1914–18
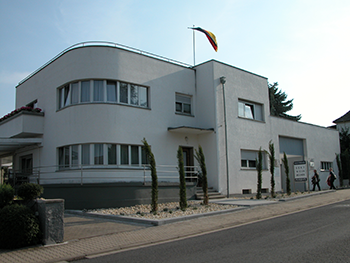
Weingut Kreutzenberger

Der jüdische Friedhof und sein christliches Pendant sind jeweils als Denkmalzonen ausgewiesen.
Hinzu kommen insgesamt neun Einzelobjekte, die unter Denkmalschutz stehen, darunter die protestantische Kirche St. Martin aus dem 16. Jahrhundert mit ortsbildprägendem, freistehendem Glockenturm aus dem 19. Jahrhundert. Davor steht als Kriegerdenkmal von 1914–18 ein aufgesockelter Bayerischer Löwe aus gelbem Sandstein.
Ein weiteres beachtenswertes Kulturdenkmal stellt  das Weingut Kreutzenberger dar. Der Bauhaus-Architekt Otto Prott erbaute das Haus in den wirtschaftlich schwierigen 1920er Jahren im Stil der Moderne. 2005 wurde das Haus um ein Kelterhaus mit Weinprobierstube auf der Dachterrasse im damaligen Stil behutsam ergänzt. Der Architekt Heribert Hamann erhielt hierfür den „Architekturpreis Wein“.

### Natur

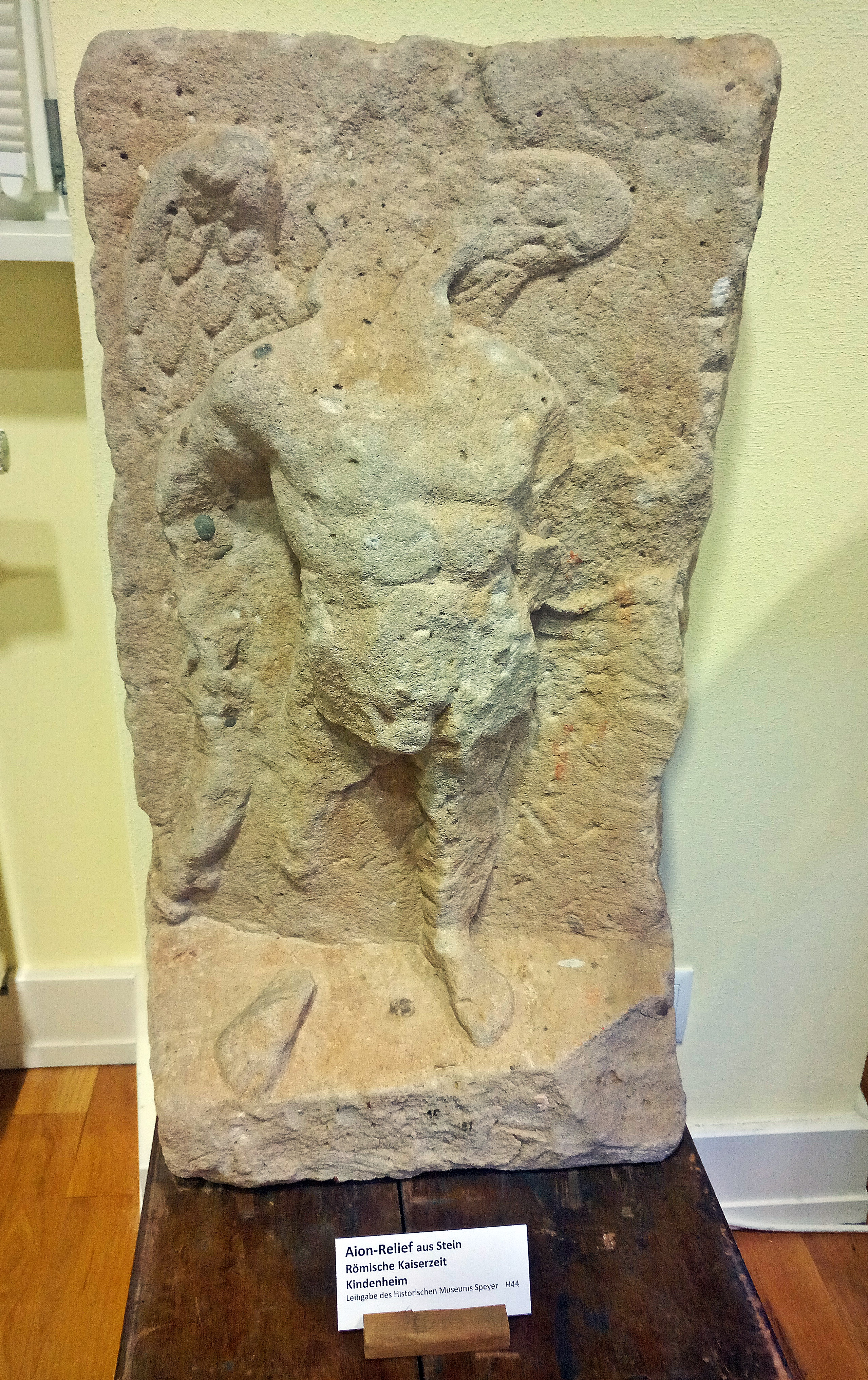
Römisches Aion-Relief, gefunden 1925

Obwohl außerhalb des Pfälzerwalds gelegen, ist der Südosten der Gemarkung Bestandteil des Naturparks Pfälzerwald. Einziges Naturdenkmal vor Ort ist die Klamm, die sich teilweise bereits auf der Gemarkung von Bockenheim befindet.

### Archäologie
1925 entdeckte man im Keller eines Hauses ein römisches Aion-Relief aus Sandstein, das sich heute im Fundus des Historischen Museums der Pfalz in Speyer befindet.

### Vereine
Im Stadtmuseum Grünstadt wird eine historische Fahne des Gesangvereins Kindenheim aus der Zeit um 1849 verwahrt, die eine schwarz-rot-goldene Umrahmung besitzt.

Fahne des Gesangvereins
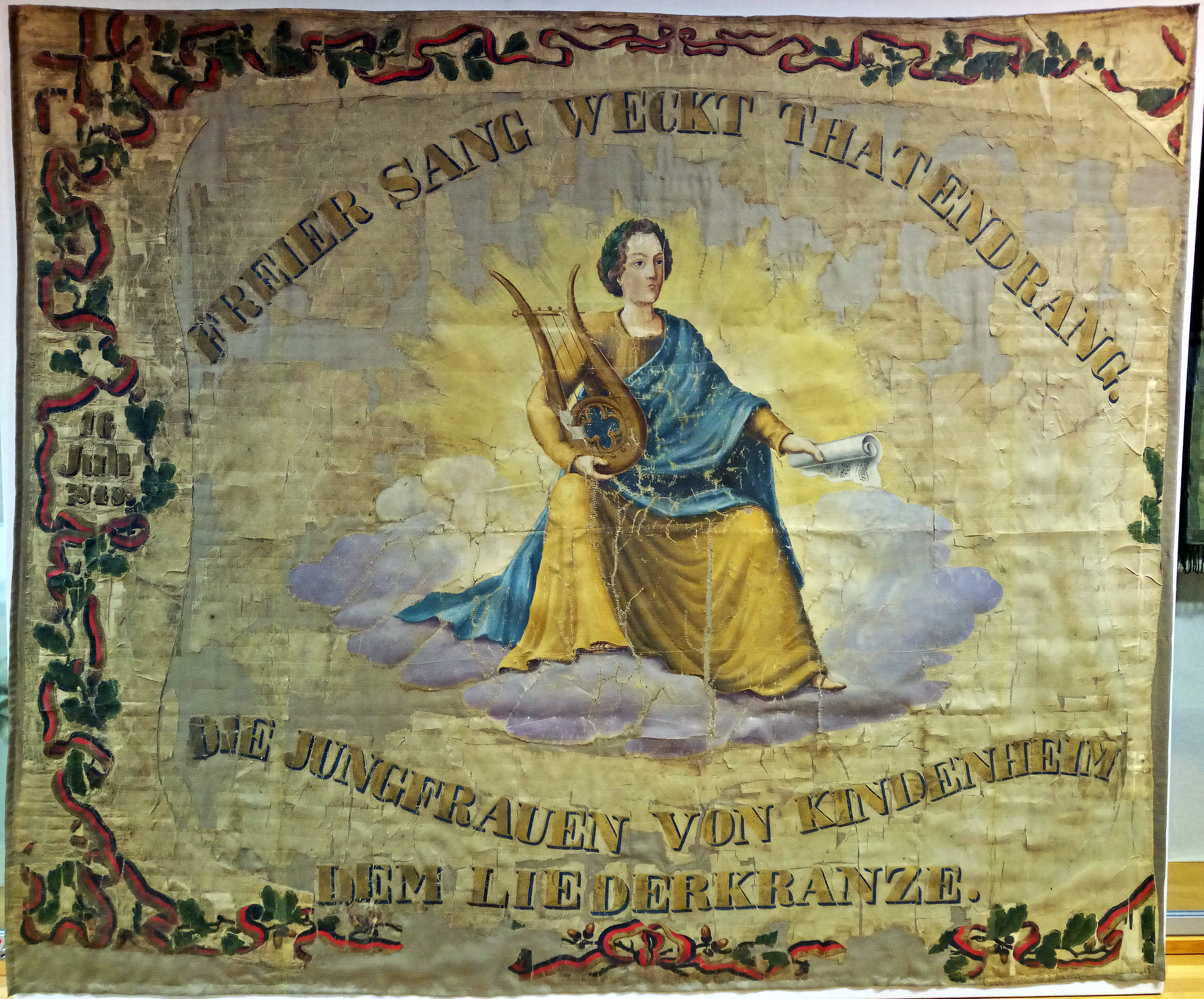
Vollbild
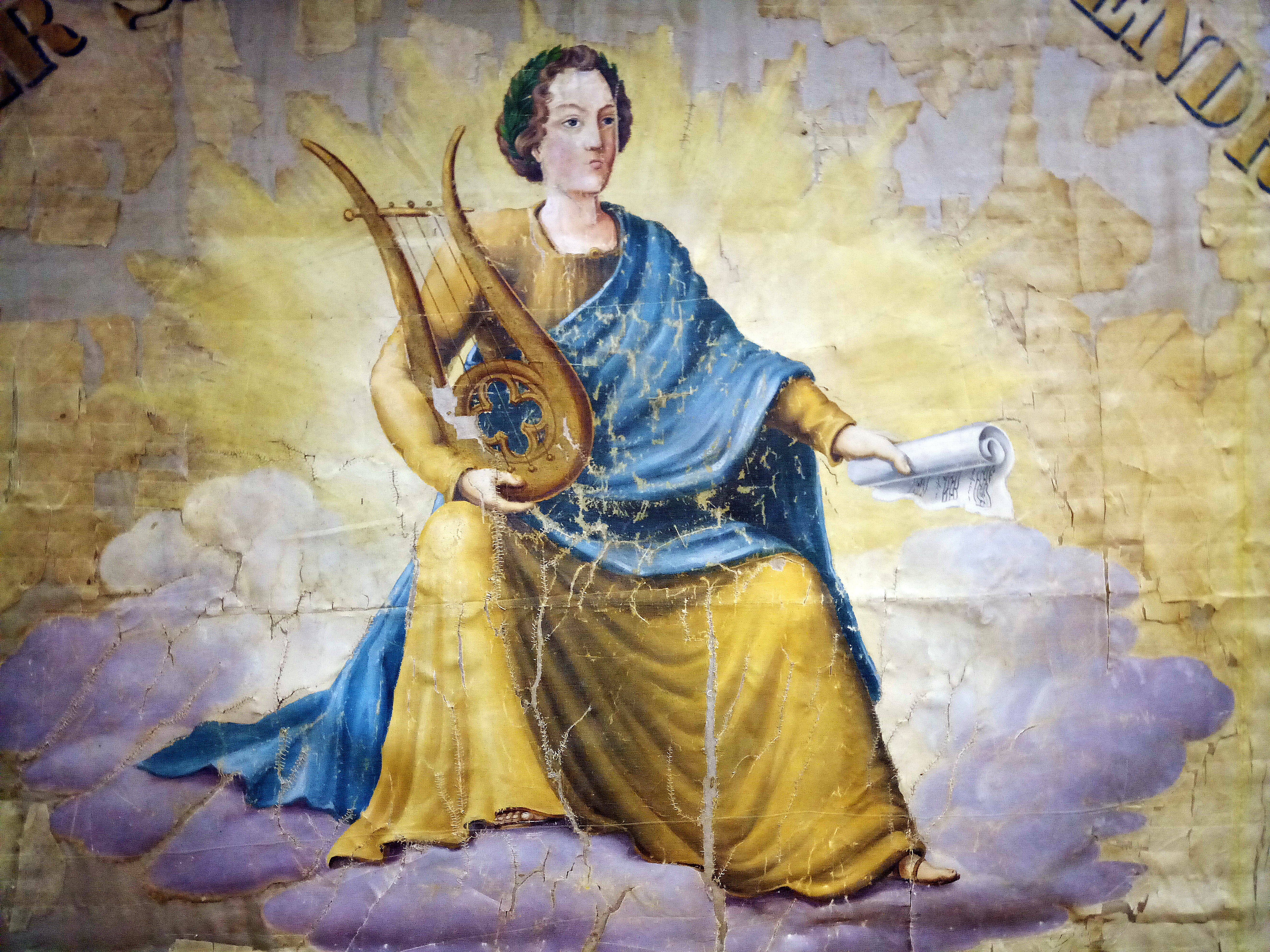
Ausschnitt
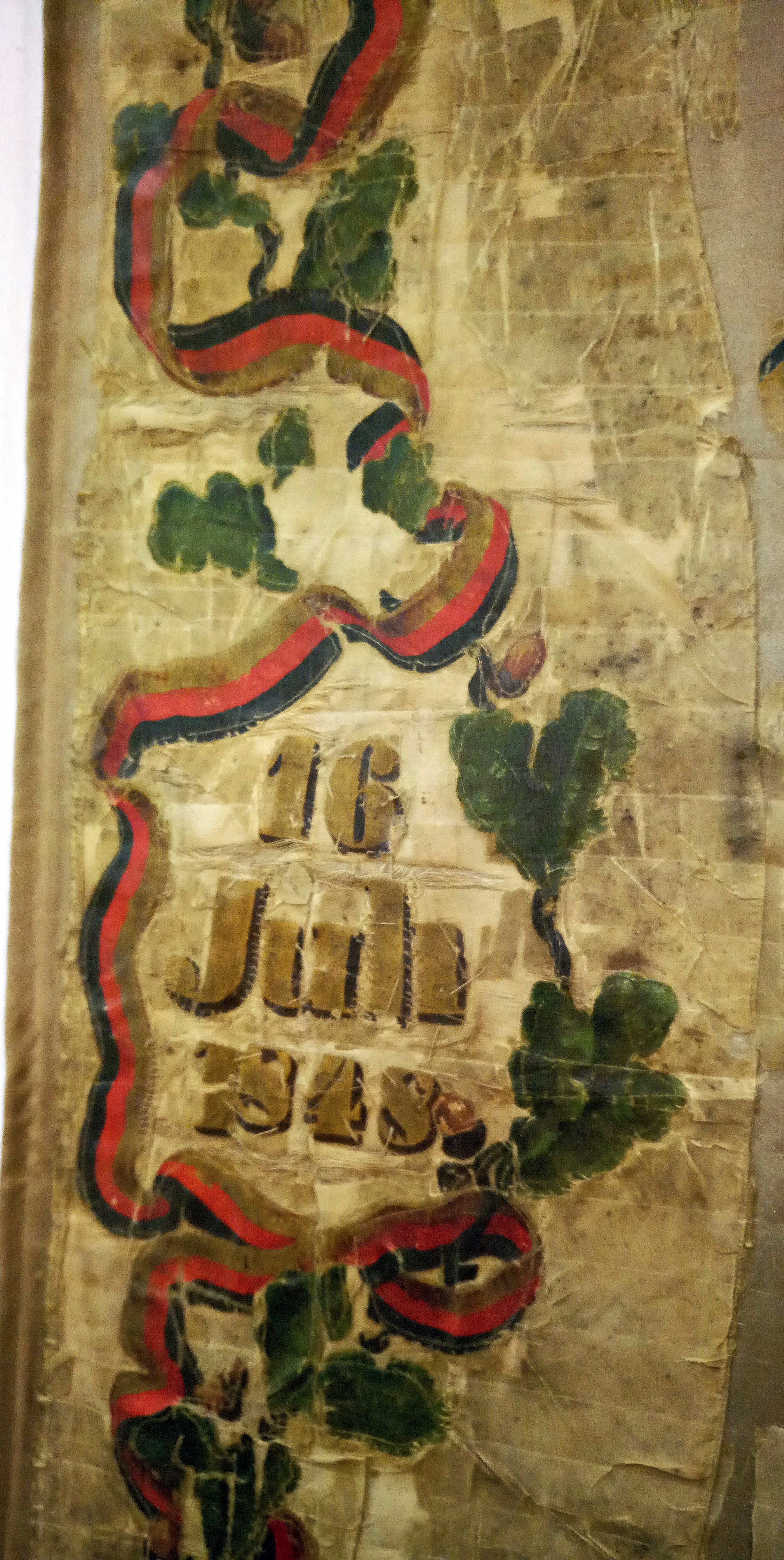
Detail der Umrahmung

### Regelmäßige Veranstaltungen
- Die Kerwe findet jedes Jahr am 1. Wochenende im September statt.
- Der Schützenverein trägt jährlich seine Ortsmeisterschaften in der Sport- und Freizeithalle aus.
- Der TV Kindenheim veranstaltet jährlich im Sportlerheim und auf dem Sportplatz seine Sportwoche.

## Wirtschaft
Kindenheim ist ein Winzerort und als solcher Teil des Weinanbaugebiets Pfalz. Die Kindenheimer Einzellagen Burgweg, Katzenstein, Sonnenberg und Vogelsang gehören alle zur Großlage Grafenstück.

## Verkehr
Durch Kindenheim führt die L450, von der am westlichen Ortsrand die K26 in Richtung Quirnheim abzweigt.
An den öffentlichen Nahverkehr ist der Ort über die VRN-Buslinie 455 angebunden, die ihn mit dem Bahnhof Bockenheim-Kindenheim und darüber hinaus mit Grünstadt und Eisenberg verbindet. Entlang der Hauptstraße werden die Haltestellen Schneider, Mitte und Untere Hauptstraße bedient.

## Persönlichkeiten

### Söhne und Töchter der Gemeinde
- Heinrich Wilhelm David Heman (1793–1873), jüdischer Konvertit, evangelischer Missionar und Pädagoge

### Weitere Persönlichkeiten
Nicht in Kindenheim geborene, aber mit der Gemeinde verbundene Persönlichkeiten:
- Marco Haber (* 1971 in Grünstadt), deutscher Fußballnationalspieler, wuchs in Kindenheim auf und spielte dort beim TV.
- Paulina Krumbiegel (* 2000 in Mannheim), deutsche Fußballnationalspielerin, wuchs in Kindenheim auf und spielte dort beim TV.[14]